# サフラ・キャッツ
サフラ・A・キャッツ（英: Safra A. Catz, ヘブライ語: צפרא כץ, 1961年12月 - ）はイスラエル系アメリカ人経営者で、オラクル コーポレーション社長。
イスラエルのホロンに生まれ、6歳でアメリカへ移住。父は原子核物理学者、母はホロコースト生還者。1983年にペンシルベニア大学ウォートン・スクールで学士号を、1986年にハーバード・ロー・スクールで法学博士号（Juris Doctor）を取得した。
1986年に投資銀行 Donaldson, Lufkin & Jenrette へ入行し、1994年1月から1997年2月までシニア・バイス・プレジデント、1997年2月から1999年3月までマネージング・ディレクターを務めた。1999年4月にオラクルへ入社。シニア・バイス・プレジデント（1999年4月から10月まで）、エグゼクティブ・バイス・プレジデント（1999年11月から2004年1月まで）、最高財務責任者（2005年11月から2008年9月まで）を歴任し、2001年10月に取締役、2004年1月には社長に就任。2008年5月にはHSBCホールディングスの非常勤取締役に選任された。
2005年、『フォーブス』誌が選定する「The 100 Most Powerful Women（最も影響力のある女性100人）」で22位に選ばれる。既婚で二人の子供を持つ。